# ヰタ・フィロソフィカ/猫猫日和
「ヰタ・フィロソフィカ/猫猫日和」（イタ・フィロソフィカ/ねこねこびより）は、日本のシンガーソングライター伊東歌詞太郎のシングル。2023年7月26日にKADOKAWAより5枚目のシングルとして発売された。

## 概要
前作『革表紙/ひなたの国』から約8か月ぶりのリリースとなり、本作は自身2作目の両A面シングルとなる。
表題曲の「ヰタ・フィロソフィカ」はTVアニメ「わたしの幸せな結婚」エンディングテーマ、「猫猫日和」はYouTubeにて配信されているアニメ『夜は猫といっしょ Season2』の主題歌として書き下ろした楽曲となっており、編曲は、いずれも河野圭が手掛けている。
2023年6月9日には各音楽配信サービスにて「猫猫日和」が先行配信された。

## 収録内容
| 全作詞・作曲: 伊東歌詞太郎、全編曲: 河野圭。 |                                         |              |              |  |
| #                                            | タイトル                                | 作詞         | 作曲・編曲   |  |
| 1.                                           | 「ヰタ・フィロソフィカ」                | 伊東歌詞太郎 | 伊東歌詞太郎 |  |
| 2.                                           | 「猫猫日和」                            | 伊東歌詞太郎 | 伊東歌詞太郎 |  |
| 3.                                           | 「ヰタ・フィロソフィカ -Instrumental-」 | 伊東歌詞太郎 | 伊東歌詞太郎 |  |
| 4.                                           | 「猫猫日和 -Instrumental-」             | 伊東歌詞太郎 | 伊東歌詞太郎 |  |